# Madame X Tour
Madame X Tour fue la undécima gira musical de la cantante estadounidense Madonna, realizada para promocionar su decimocuarto álbum de estudio, Madame X. Inició el 17 de septiembre de 2019 en la ciudad de Nueva York y finalizó el 8 de marzo de 2020 en París con 75 espectáculos en total; la cantante también actuó en Chicago, San Francisco, Las Vegas, Los Ángeles, Filadelfia y Miami en 2019, y en Lisboa y Londres en 2020. Los conciertos, patrocinados por Maverick y Live Nation Global Touring, solo se realizaron en teatros, por lo que fue la primera vez que Madonna se presentó en recintos pequeños desde The Virgin Tour, de 1985.

## Antecedentes
Madonna expresó su interés por realizar conciertos en recintos más pequeños durante una entrevista con BBC News en septiembre de 2017, mientras promocionaba el lanzamiento del álbum en vivo de su gira Rebel Heart Tour. Al respecto, explicó: «He hecho tantos espectáculos —giras mundiales, estadios, arenas deportivas, lo que sea— que siento que tengo que reinventar eso también. Me gusta hacer conciertos íntimos y poder hablar directamente con el público. Es algo que estoy explorando ahora mismo: la idea de hacer un show que no recorra todo el mundo, sino que permanezca en un lugar y utilice no solo el humor y la música en un ambiente más íntimo, sino también la música de otras personas y otro entretenimiento». Anteriormente, la cantante ya había hecho este tipo de conciertos en 2016, con el especial Tears of a Clown en las ciudades de Melbourne y Miami.
Madame X Tour fue anunciado oficialmente el 6 de mayo de 2019 con las primeras fechas para Estados Unidos. Ha sido descrito como una serie de «actuaciones poco comunes e íntimas» con el fin de «brindar a los admiradores la oportunidad de ver a Madonna en un ambiente como nunca antes». Debido a la demanda popular se agregaron nuevas fechas en Nueva York y Los Ángeles el mismo día que se anunció la gira. Dos semanas después se sumaron nuevas fechas en aquellas ciudades como también en Chicago, Londres y Lisboa, y se anunció el resto de los conciertos en Estados Unidos. En los meses siguientes continuaron agregándose nuevas fechas en esas ciudades, como así también se confirmaron tres conciertos para la ciudad de San Francisco y dos más para París y Miami.
El 27 de agosto de 2019, el sitio web oficial de Madonna comunicó que las primeras tres fechas de la gira habían sido suspendidas debido al «retraso de los elementos de producción altamente especializados». Por este motivo, los conciertos del 12 y 14 de septiembre de 2019 fueron reprogramados para el 10 y 12 de octubre del mismo año. Sin embargo, el concierto del 15 de septiembre fue cancelado por conflictos de programación y la disponibilidad del recinto, por lo que las entradas han sido reembolsadas. Al respecto, Madonna declaró: «Madame X es perfeccionista y quiere brindarles la mayor experiencia musical, mágica y única. Subestimó la cantidad de tiempo que le llevaría este tipo de experiencia teatral íntima y quiere que sea perfecta. Muchas gracias por su comprensión». En septiembre, Ticketmaster informó que los espectáculos serían «una experiencia sin móviles» y no se permitiría el uso de teléfonos celulares, relojes inteligentes, cámaras o dispositivos de grabación durante el espacio de actuación. Para una mayor seguridad, también se notificó que todos aquellos aparatos estarían asegurados en «bolsas especiales» que se abrirían al final del concierto. El comunicado atrajo tanto críticas como el apoyo de los seguidores de la artista.

## Lista de canciones

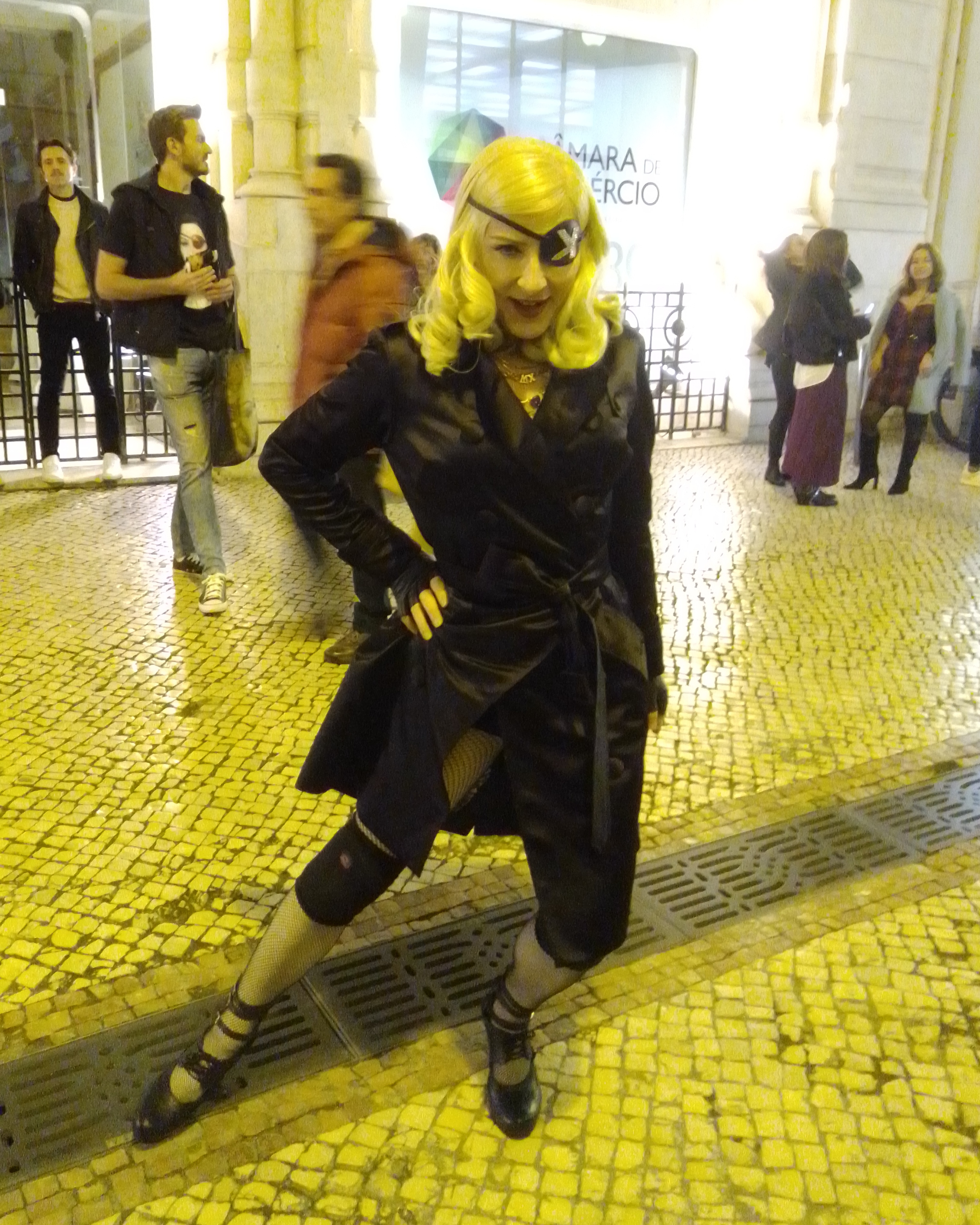
Un imitador de Madonna como Madame X durante uno de los conciertos de la gira en Lisboa

La siguiente lista de canciones corresponde al primer concierto realizado el 17 de septiembre de 2019 en Nueva York. No representa todos los espectáculos ofrecidos a lo largo de la gira.
1. «God Control»
2. «Dark Ballet»
3. «Human Nature»
4. «Express Yourself» (estribillo a capela)
5. «Madame X Manifesto» (vídeo interludio)
6. «Vogue»
7. «I Don't Search I Find»
8. «Papa Don't Preach» (primer verso y estribillo)
9. «American Life»
10. «The Coffin» (vídeo interludio)
11. «Batuka»
12. «Fado Pechincha» (versión de Isabel De Oliveira)
13. «Killers Who Are Partying»
14. «Crazy»
15. «La isla bonita» (contiene elementos de «Welcome to My Fado Club»)
16. «Sodade» (versión de Cesária Évora)
17. «Medellín»
18. «Extreme Occident»
19. «Rescue Me» (vídeo interludio)
20. «Frozen»
21. «Come Alive»
22. «Future»
23. «Crave» (Tracy Young Remix)
24. «Like a Prayer»
25. «I Rise» (encore)

## Fechas
| Fecha                       | Ciudad                      | País                        | Lugar                                              | Asistencia                  | Recaudación                 |
| Etapa 1 – América del Norte | Etapa 1 – América del Norte | Etapa 1 – América del Norte | Etapa 1 – América del Norte                        | Etapa 1 – América del Norte | Etapa 1 – América del Norte |
| --------------------------- | --------------------------- | --------------------------- | -------------------------------------------------- | --------------------------- | --------------------------- |
| 17 de septiembre de 2019    | Nueva York                  | Estados Unidos              | BAM Howard Gilman                                  | 17 708 / 17 708             | $5 509 991                  |
| 18 de septiembre de 2019    | Nueva York                  | Estados Unidos              | BAM Howard Gilman                                  | 17 708 / 17 708             | $5 509 991                  |
| 19 de septiembre de 2019    | Nueva York                  | Estados Unidos              | BAM Howard Gilman                                  | 17 708 / 17 708             | $5 509 991                  |
| 21 de septiembre de 2019    | Nueva York                  | Estados Unidos              | BAM Howard Gilman                                  | 17 708 / 17 708             | $5 509 991                  |
| 22 de septiembre de 2019    | Nueva York                  | Estados Unidos              | BAM Howard Gilman                                  | 17 708 / 17 708             | $5 509 991                  |
| 24 de septiembre de 2019    | Nueva York                  | Estados Unidos              | BAM Howard Gilman                                  | 17 708 / 17 708             | $5 509 991                  |
| 25 de septiembre de 2019    | Nueva York                  | Estados Unidos              | BAM Howard Gilman                                  | 17 708 / 17 708             | $5 509 991                  |
| 26 de septiembre de 2019    | Nueva York                  | Estados Unidos              | BAM Howard Gilman                                  | 17 708 / 17 708             | $5 509 991                  |
| 28 de septiembre de 2019    | Nueva York                  | Estados Unidos              | BAM Howard Gilman                                  | 17 708 / 17 708             | $5 509 991                  |
| 1 de octubre de 2019        | Nueva York                  | Estados Unidos              | BAM Howard Gilman                                  | 13 693 / 13 693             | $4 121 769                  |
| 2 de octubre de 2019        | Nueva York                  | Estados Unidos              | BAM Howard Gilman                                  | 13 693 / 13 693             | $4 121 769                  |
| 3 de octubre de 2019        | Nueva York                  | Estados Unidos              | BAM Howard Gilman                                  | 13 693 / 13 693             | $4 121 769                  |
| 5 de octubre de 2019        | Nueva York                  | Estados Unidos              | BAM Howard Gilman                                  | 13 693 / 13 693             | $4 121 769                  |
| 6 de octubre de 2019        | Nueva York                  | Estados Unidos              | BAM Howard Gilman                                  | 13 693 / 13 693             | $4 121 769                  |
| 10 de octubre de 2019       | Nueva York                  | Estados Unidos              | BAM Howard Gilman                                  | 13 693 / 13 693             | $4 121 769                  |
| 12 de octubre de 2019       | Nueva York                  | Estados Unidos              | BAM Howard Gilman                                  | 13 693 / 13 693             | $4 121 769                  |
| 16 de octubre de 2019       | Chicago                     | Estados Unidos              | Chicago Theatre                                    | 23 233 / 23 233             | $5 517 435                  |
| 17 de octubre de 2019       | Chicago                     | Estados Unidos              | Chicago Theatre                                    | 23 233 / 23 233             | $5 517 435                  |
| 21 de octubre de 2019       | Chicago                     | Estados Unidos              | Chicago Theatre                                    | 23 233 / 23 233             | $5 517 435                  |
| 23 de octubre de 2019       | Chicago                     | Estados Unidos              | Chicago Theatre                                    | 23 233 / 23 233             | $5 517 435                  |
| 24 de octubre de 2019       | Chicago                     | Estados Unidos              | Chicago Theatre                                    | 23 233 / 23 233             | $5 517 435                  |
| 27 de octubre de 2019       | Chicago                     | Estados Unidos              | Chicago Theatre                                    | 23 233 / 23 233             | $5 517 435                  |
| 28 de octubre de 2019       | Chicago                     | Estados Unidos              | Chicago Theatre                                    | 23 233 / 23 233             | $5 517 435                  |
| 2 de noviembre de 2019      | San Francisco               | Estados Unidos              | Golden Gate Theatre                                | 6744 / 6744                 | $1 945 333                  |
| 4 de noviembre de 2019      | San Francisco               | Estados Unidos              | Golden Gate Theatre                                | 6744 / 6744                 | $1 945 333                  |
| 5 de noviembre de 2019      | San Francisco               | Estados Unidos              | Golden Gate Theatre                                | 6744 / 6744                 | $1 945 333                  |
| 7 de noviembre de 2019      | Las Vegas                   | Estados Unidos              | The Colosseum at Caesars Palace                    | 12 613 / 12 613             | $4 244 777                  |
| 9 de noviembre de 2019      | Las Vegas                   | Estados Unidos              | The Colosseum at Caesars Palace                    | 12 613 / 12 613             | $4 244 777                  |
| 10 de noviembre de 2019     | Las Vegas                   | Estados Unidos              | The Colosseum at Caesars Palace                    | 12 613 / 12 613             | $4 244 777                  |
| 13 de noviembre de 2019     | Los Ángeles                 | Estados Unidos              | The Wiltern                                        | 17 941 / 17 941             | $5 874 394                  |
| 14 de noviembre de 2019     | Los Ángeles                 | Estados Unidos              | The Wiltern                                        | 17 941 / 17 941             | $5 874 394                  |
| 16 de noviembre de 2019     | Los Ángeles                 | Estados Unidos              | The Wiltern                                        | 17 941 / 17 941             | $5 874 394                  |
| 17 de noviembre de 2019     | Los Ángeles                 | Estados Unidos              | The Wiltern                                        | 17 941 / 17 941             | $5 874 394                  |
| 19 de noviembre de 2019     | Los Ángeles                 | Estados Unidos              | The Wiltern                                        | 17 941 / 17 941             | $5 874 394                  |
| 20 de noviembre de 2019     | Los Ángeles                 | Estados Unidos              | The Wiltern                                        | 17 941 / 17 941             | $5 874 394                  |
| 21 de noviembre de 2019     | Los Ángeles                 | Estados Unidos              | The Wiltern                                        | 17 941 / 17 941             | $5 874 394                  |
| 23 de noviembre de 2019     | Los Ángeles                 | Estados Unidos              | The Wiltern                                        | 17 941 / 17 941             | $5 874 394                  |
| 24 de noviembre de 2019     | Los Ángeles                 | Estados Unidos              | The Wiltern                                        | 17 941 / 17 941             | $5 874 394                  |
| 25 de noviembre de 2019     | Los Ángeles                 | Estados Unidos              | The Wiltern                                        | 17 941 / 17 941             | $5 874 394                  |
| 7 de diciembre de 2019      | Filadelfia                  | Estados Unidos              | Metropolitan Opera House                           | 11 604 / 11 604             | $2 519 172                  |
| 8 de diciembre de 2019      | Filadelfia                  | Estados Unidos              | Metropolitan Opera House                           | 11 604 / 11 604             | $2 519 172                  |
| 10 de diciembre de 2019     | Filadelfia                  | Estados Unidos              | Metropolitan Opera House                           | 11 604 / 11 604             | $2 519 172                  |
| 11 de diciembre de 2019     | Filadelfia                  | Estados Unidos              | Metropolitan Opera House                           | 11 604 / 11 604             | $2 519 172                  |
| 14 de diciembre de 2019     | Miami Beach                 | Estados Unidos              | The Fillmore Miami Beach at Jackie Gleason Theater | 13 339 / 13 339             | $3 727 742                  |
| 15 de diciembre de 2019     | Miami Beach                 | Estados Unidos              | The Fillmore Miami Beach at Jackie Gleason Theater | 13 339 / 13 339             | $3 727 742                  |
| 17 de diciembre de 2019     | Miami Beach                 | Estados Unidos              | The Fillmore Miami Beach at Jackie Gleason Theater | 13 339 / 13 339             | $3 727 742                  |
| 18 de diciembre de 2019     | Miami Beach                 | Estados Unidos              | The Fillmore Miami Beach at Jackie Gleason Theater | 13 339 / 13 339             | $3 727 742                  |
| 19 de diciembre de 2019     | Miami Beach                 | Estados Unidos              | The Fillmore Miami Beach at Jackie Gleason Theater | 13 339 / 13 339             | $3 727 742                  |
| 21 de diciembre de 2019     | Miami Beach                 | Estados Unidos              | The Fillmore Miami Beach at Jackie Gleason Theater | 13 339 / 13 339             | $3 727 742                  |
| Etapa 2 – Europa            |                             |                             |                                                    |                             |                             |
| 12 de enero de 2020         | Lisboa                      | Portugal                    | Lisbon Coliseum                                    | 15 493 / 15 493             | $2 930 802                  |
| 14 de enero de 2020         | Lisboa                      | Portugal                    | Lisbon Coliseum                                    | 15 493 / 15 493             | $2 930 802                  |
| 16 de enero de 2020         | Lisboa                      | Portugal                    | Lisbon Coliseum                                    | 15 493 / 15 493             | $2 930 802                  |
| 18 de enero de 2020         | Lisboa                      | Portugal                    | Lisbon Coliseum                                    | 15 493 / 15 493             | $2 930 802                  |
| 21 de enero de 2020         | Lisboa                      | Portugal                    | Lisbon Coliseum                                    | 15 493 / 15 493             | $2 930 802                  |
| 23 de enero de 2020         | Lisboa                      | Portugal                    | Lisbon Coliseum                                    | 15 493 / 15 493             | $2 930 802                  |
| 29 de enero de 2020         | Londres                     | Reino Unido                 | London Palladium                                   | 26 002 / 26 002             | $9 816 383                  |
| 30 de enero de 2020         | Londres                     | Reino Unido                 | London Palladium                                   | 26 002 / 26 002             | $9 816 383                  |
| 1 de febrero de 2020        | Londres                     | Reino Unido                 | London Palladium                                   | 26 002 / 26 002             | $9 816 383                  |
| 2 de febrero de 2020        | Londres                     | Reino Unido                 | London Palladium                                   | 26 002 / 26 002             | $9 816 383                  |
| 5 de febrero de 2020        | Londres                     | Reino Unido                 | London Palladium                                   | 26 002 / 26 002             | $9 816 383                  |
| 6 de febrero de 2020        | Londres                     | Reino Unido                 | London Palladium                                   | 26 002 / 26 002             | $9 816 383                  |
| 8 de febrero de 2020        | Londres                     | Reino Unido                 | London Palladium                                   | 26 002 / 26 002             | $9 816 383                  |
| 9 de febrero de 2020        | Londres                     | Reino Unido                 | London Palladium                                   | 26 002 / 26 002             | $9 816 383                  |
| 12 de febrero de 2020       | Londres                     | Reino Unido                 | London Palladium                                   | 26 002 / 26 002             | $9 816 383                  |
| 13 de febrero de 2020       | Londres                     | Reino Unido                 | London Palladium                                   | 26 002 / 26 002             | $9 816 383                  |
| 15 de febrero de 2020       | Londres                     | Reino Unido                 | London Palladium                                   | 26 002 / 26 002             | $9 816 383                  |
| 16 de febrero de 2020       | Londres                     | Reino Unido                 | London Palladium                                   | 26 002 / 26 002             | $9 816 383                  |
| 22 de febrero de 2020       | París                       | Francia                     | Le Grand Rex                                       | 20 919 / 20 919             | $5 153 216                  |
| 23 de febrero de 2020       | París                       | Francia                     | Le Grand Rex                                       | 20 919 / 20 919             | $5 153 216                  |
| 26 de febrero de 2020       | París                       | Francia                     | Le Grand Rex                                       | 20 919 / 20 919             | $5 153 216                  |
| 27 de febrero de 2020       | París                       | Francia                     | Le Grand Rex                                       | 20 919 / 20 919             | $5 153 216                  |
| 29 de febrero de 2020       | París                       | Francia                     | Le Grand Rex                                       | 20 919 / 20 919             | $5 153 216                  |
| 3 de marzo de 2020          | París                       | Francia                     | Le Grand Rex                                       | 20 919 / 20 919             | $5 153 216                  |
| 4 de marzo de 2020          | París                       | Francia                     | Le Grand Rex                                       | 20 919 / 20 919             | $5 153 216                  |
| 8 de marzo de 2020          | París                       | Francia                     | Le Grand Rex                                       | 20 919 / 20 919             | $5 153 216                  |
| Total                       | Total                       | Total                       | Total                                              | 179 289 (100 %)             | $51 361 014                 |

### Conciertos cancelados
| Fecha                    | Ciudad      | País           | Lugar                    | Motivo                                                              |
| ------------------------ | ----------- | -------------- | ------------------------ | ------------------------------------------------------------------- |
| 15 de septiembre de 2019 | Nueva York  | Estados Unidos | BAM Howard Gilman        | Conflictos de programación y disponibilidad del recinto.            |
| 7 de octubre de 2019     | Nueva York  | Estados Unidos | BAM Howard Gilman        | Lesión en la rodilla.                                               |
| 12 de noviembre de 2019  | Los Ángeles | Estados Unidos | Wiltern Theatre          | Problemas de producción y elementos visuales.                       |
| 30 de noviembre de 2019  | Boston      | Estados Unidos | Boch Center Wang Theatre | Órdenes de los médicos.                                             |
| 1 de diciembre de 2019   | Boston      | Estados Unidos | Boch Center Wang Theatre | Órdenes de los médicos.                                             |
| 2 de diciembre de 2019   | Boston      | Estados Unidos | Boch Center Wang Theatre | Órdenes de los médicos.                                             |
| 22 de diciembre de 2019  | Miami Beach | Estados Unidos | Fillmore Miami Beach     | Lesión en la rodilla.                                               |
| 19 de enero de 2020      | Lisboa      | Portugal       | Lisbon Coliseum          | Lesión en la rodilla.                                               |
| 22 de enero de 2020      | Lisboa      | Portugal       | Lisbon Coliseum          | Lesión en la rodilla.                                               |
| 27 de enero de 2020      | Londres     | Reino Unido    | London Palladium         | Lesión en la rodilla.                                               |
| 4 de febrero de 2020     | Londres     | Reino Unido    | London Palladium         | Lesión en la rodilla.                                               |
| 11 de febrero de 2020    | Londres     | Reino Unido    | London Palladium         | Lesión en la rodilla.                                               |
| 20 de febrero de 2020    | París       | Francia        | Le Grand Rex             | Lesión en la rodilla.                                               |
| 25 de febrero de 2020    | París       | Francia        | Le Grand Rex             | Lesión en la rodilla.                                               |
| 1 de marzo de 2020       | París       | Francia        | Le Grand Rex             | Lesión en la rodilla.                                               |
| 7 de marzo de 2020       | París       | Francia        | Le Grand Rex             | Lesión en la rodilla.                                               |
| 10 de marzo de 2020      | París       | Francia        | Le Grand Rex             | Medida tomada por el gobierno francés tras la pandemia de COVID-19. |
| 11 de marzo de 2020      | París       | Francia        | Le Grand Rex             | Medida tomada por el gobierno francés tras la pandemia de COVID-19. |